# Koerdische Nationale Raad
De Koerdische Nationale Raad (KNC, Koerdisch: Encûmena Niştimanî ya Kurdî li Sûriyê, ENKS; Arabisch: المجلس الوطني الكوردي Al-Majlis Al-Watani Al-Kurdi) is een Koerdische politieke organisatie in Rojava die betrokken is bij de Syrische Burgeroorlog. Samen met de Democratische Unie Partij regeren ze Rojava.
De Koerdische Nationale Raad werd opgericht in Arbil op 26 oktober 2011 onder de sponsoring van de KRG president Massoud Barzani, na de eerdere creatie van de Syrische Nationale Raad. De organisatie was oorspronkelijk samengesteld uit 11 Syrische Koerdische partijen, echter was dit in mei 2012 gegroeid tot 15.
Turks-Koerdistan: Koerdische Arbeiderspartij · Koerdische Democratische Partij van Bakur

Iraaks-Koerdistan: Koerdische Democratische Partij (KDP) ·  Patriottische Unie van Koerdistan (PUK)

Syrisch-Koerdistan: Koerdistan Democratische Partij van Syrië · Democratische Uniepartij (PYD)

Iraans-Koerdistan: Democratische Partij van Iraans Koerdistan · Partij voor een vrij leven in Koerdistan (PJAK)